# Ndiagne (Ouonck)
Pour les articles homonymes, voir Ndiagne.
Ndiagne est un village du Sénégal situé en Basse-Casamance. Il fait partie de la communauté rurale de Ouonck, dans l'arrondissement de Tenghory, le département de Bignona et la région de Ziguinchor.
Lors du dernier recensement (2002), la localité comptait 511 habitants et 71 ménages.